# Cerodontha heringiella
Cerodontha heringiella este o specie de muște din genul Cerodontha, familia Agromyzidae, descrisă de Spencer în anul 1961. Conform Catalogue of Life specia Cerodontha heringiella nu are subspecii cunoscute.